# Apanthura monodi
Apanthura monodi är en kräftdjursart som beskrevs av Negoescu och Brandt 200. Apanthura monodi ingår i släktet Apanthura och familjen Anthuridae. Inga underarter finns listade i Catalogue of Life.